# Alano di Piave
Alano di Piave (venetisch Lan) ist eine Fraktion der italienischen Gemeinde (comune) Setteville in der Provinz Belluno, Region Venetien.

## Name
Ob der Namensteil Alano von den Alanen abzuleiten ist, die hier womöglich während der Völkerwanderungszeit gesiedelt haben, oder doch eher ein Zusammenhang zu lana besteht (Wolle), ist unklar. Der Namensteil di Piave leitet sich vom Fluss Piave ab.

## Geographie
Der Ort liegt etwa 32 Kilometer südwestlich der Provinzhauptstadt Belluno zwischen dem westlich gelegenen Monte Grappa und dem östlich gelegenen Piave. Alano di Piave grenzt unmittelbar an die Provinz Treviso.

## Geschichte

Ehemaliges Gemeindewappen

Alando di Piave war bis Januar 2024 eine eigenständige Gemeinde. Am 22. Januar 2024 wurde sie mit der Nachbargemeinde Quero Vas zur neuen Gemeinde Setteville zusammengeschlossen. Die Gemeinde Alano di Piave besaß mit Campo, Fener und Colmirano-Uson drei Fraktionen. Nachbargemeinden waren: Cavaso del Tomba (TV), Pieve del Grappa (TV), Pederobba (TV), Possagno (TV), Quero Vas, Segusino (TV), Seren del Grappa und Valdobbiadene (TV).

## Verkehr
An Alano führt die Strada Regionale 348 Feltrina (vormals eine Staatsstraße) von Treviso nach Feltre. Im Ort Fener befindet sich der Bahnhof Alano-Fener-Valdobbiadene an der Bahnstrecke Belluno-Feltre-Treviso.

## Persönlichkeiten
- Egidio Forcellini (1688–1768), Philologe und Lexikograph
- Antonio Nani (1803–1870), Kupferstecher, Herausgeber
- Antonio Terenghi (1921–2014), Comiczeichner
- Dino Meneghin (* 1950), Basketballspieler